# دکارت ۳۵۸۷

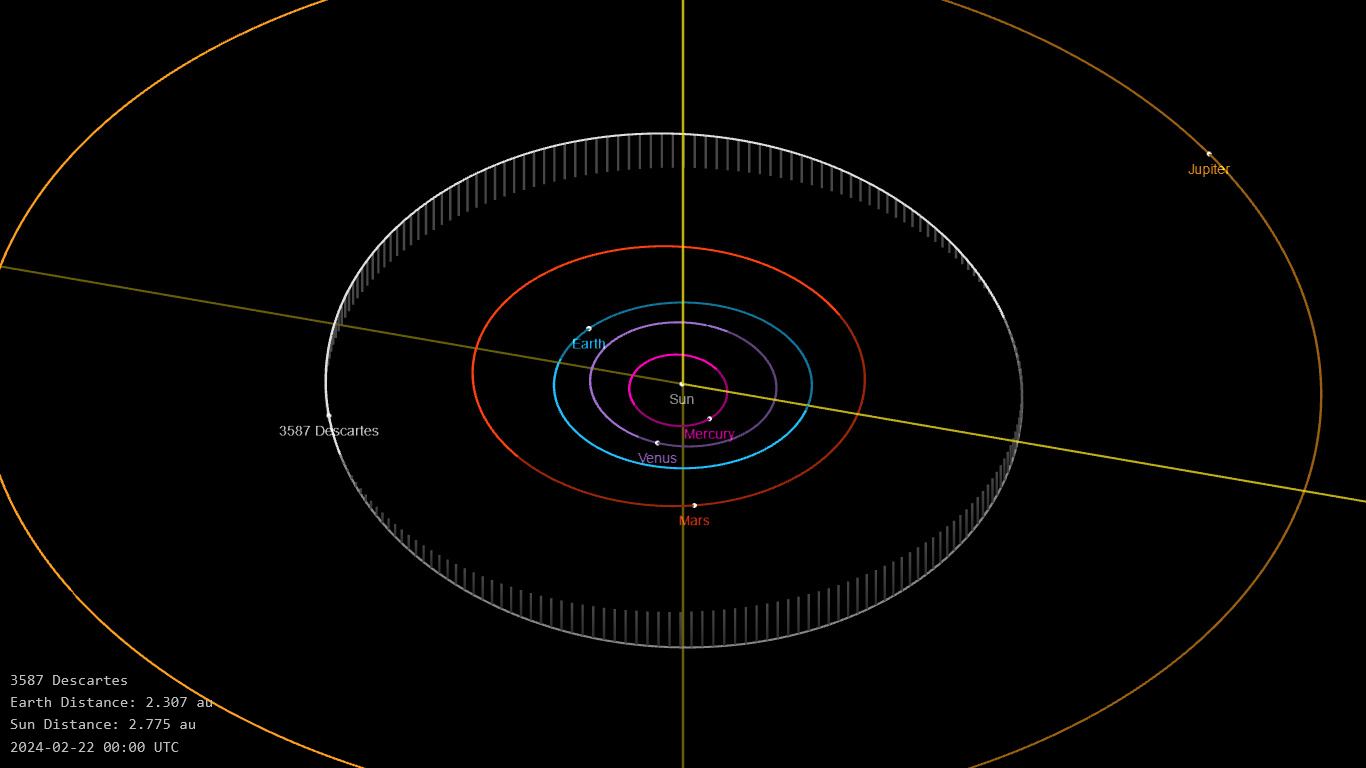
نمایی از محل قرارگیری سیارک دکارت ۳۵۸۷ در مدار – ۲۰۲۴

سیارک ۳۵۸۷ (به انگلیسی: 3587 Descartes، نامگذاری:1981RK5) سه هزار و پانصد و هشتاد و هفتمین سیارک کشف شده‌است که در ۸ سپتامبر ۱۹۸۱ کشف شد.
قدر مطلق سیارک برابر ۱۲٫۲۰ است.